# Шетти, Решма
Решма́ Ше́тти (англ. Reshma Shetty, род. 2 ноября 1977, Манчестер, Англия) — британо-американская актриса и певица индийского происхождения. Наиболее известна по роли Дивии Катдер в телесериале USA Network «Дорогой доктор».

## Ранняя жизнь и образование
Шетти родилась 2 ноября 1977 года в семье индусских индийцев в Манчестере и выросла как в родной Англии, так и в Ричмонде, штат Виргиния. Она изначально училась на медика в университете Джеймса Мэдисона, но успех на вокальных конкурсах побудил её сменить специальность, получив диплом бакалавра оперной певицы. Шетти получила степень магистра музыки в Кентуккийском университете перед тем, как перейти в консерваторию Цинциннати музыки, где она получила диплом оперной певицы в 2005 году.

## Личная жизнь
С 19 марта 2011 года Решма Шетти замужем за актёром Дипом Катдером (род. 1970), с которым вместе играла в бродвейской постановке «Бомбей зовёт». В мае 2015 года Шетти заявила, что они с мужем ожидают рождение дочери осенью. В октябре 2015 года она родила девочку, которую назвали Ария Элиана.
По состоянию на 2015 год Шетти живёт в Нью-Йорке.

## Фильмография
| Год     | Русское название                  | Оригинальное название | Роль               | Примечания                     |
| ------- | --------------------------------- | --------------------- | ------------------ | ------------------------------ |
| 2007    | Парилка                           | Steam                 | Ниала              |                                |
| 2007    | Студия 30                         | 30 Rock               | гость на вечеринке | Эпизод "Secrets and Lies"      |
| 2009–16 | Дорогой доктор                    | Royal Pains           | Дивия Катдер       | Главная роль; 104 эпизода      |
| 2010    |                                   | Hated                 | Арианна            |                                |
| 2011    |                                   | Delivering the Goods  | Сара               |                                |
| 2012    | Призванные                        | Recalled              | Лила               |                                |
| 2012    | C.S.I.: Место преступления Майами | CSI: Miami            | Джейн Калдикотт    | Эпизод "No Good Deed"          |
| 2015    |                                   | Odd Mom Out           | Рима               | Второстепенная роль; 3 эпизода |
| 2015    | Типа счастье                      | Happyish              | Майя               | Второстепенная роль; 4 эпизода |